# Toei Chikatetsu

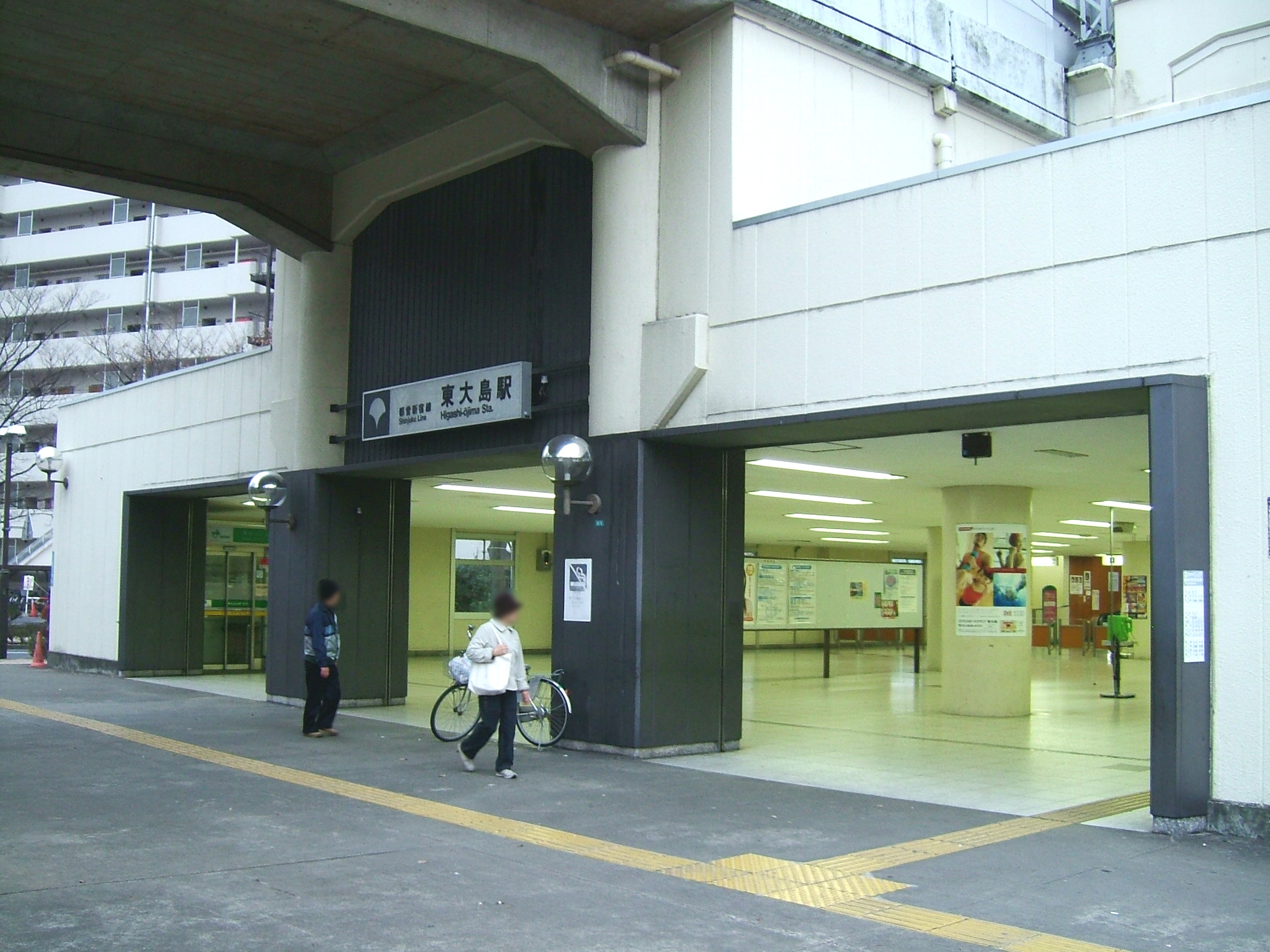
Stacja Toei Chikatesu

Toei Chikatetsu (jap. 都営地下鉄) – jedna z dwóch sieci metra w Tokio, eksploatowana przez Transportation Bureau of Tokyo Metropolitan Government (jap. 東京都交通局 Tōkyō-to Kōtsū Kyoku). Toei zajmuje się również eksploatacją systemu autobusów miejskich i jednej linii tramwajowej, która pozostała z wielkiej sieci funkcjonującej przed budową metra.

## Linie
- 浅草線 Asakusa-sen (oznakowanie „A”, nr planistyczny 1) – otwierana w latach 1960–1968 jako pierwsza linia powiązana z inną koleją. Długość trasy: 18,4 km, prowadzenie niemal całkowicie w tunelu. Tor 1435 mm, zasilanie górne =1500 V. Prędkość komunikacyjna – 32,5 km/h. Zajezdnia znajduje się na południowym krańcu linii koło stacji 西馬込 Nishi-Magome. Eksploatuje się pociągi ośmiowagonowe w obstawie dwuosobowej. Linia jest połączona na stacji końcowej　押上 Oshiage z Keisei-Oshiage-sen, a za jej pośrednictwem z Keisei-Honsen, Hokusō Kaihatsu Tetsudō i koleją Toshi Kiban Seibi Kōdan, będącą przedłużeniem poprzedniej. Od południa na stacji pośredniej 泉岳寺 Sengakuji linia połączona jest z Keikyū-Honsen. Linią Asakusa jeżdżą pociągi do obu tokijskich portów lotniczych: 羽田 Haneda i 成田 Narita, a pospieszne pociągi エアポート快特 Airport Kaitoku stanowią jedyne bezpośrednie połączenie kolejowe pomiędzy tymi dwoma lotniskami.

- 三田線 Mita-sen (oznakowanie „I”, nr planistyczny 6) – otwierana w l. 1968–2000. Trasa długości 26,5 km na odcinku 5,2 km (północny skraj linii) prowadzona jest nad ziemią. Tam też, na północ od stacji 西台 Nishidai, znajduje się zajednia, częściowo nadbudowana kompleksem mieszkaniowym. Tor 1067 mm, zasilanie górne =1500 V. Prędkość komunikacyjna – 31,2 km/h. Eksploatuje się pociągi sześciowagonowe (wg stanu na maj 2020, ma miejsce wydłużanie peronów celem obsługi składów ośmiowagonowych), w obstawie jednoosobowej. Wszystkie stacje wyposażone są w niskie ścianki bezpieczeństwa, z wyjątkiem odcinka Shirokane-Takanawa – Meguro, wykorzystywanego wspólnie z Tōkyō Metro-Namboku-sen, gdzie ścianki są pełnej wysokości. Linia jest połączona z Tōkyū-Meguro-sen na stacji końcowej 目黒 Meguro.

- 新宿線 Shinjuku-sen　(oznakowanie „S”, nr planistyczny 10) – otwierana w l. 1978–1989. Długość trasy 23,5 km, przebieg w tunelu, z wyjątkiem okolic mostu na rzece Arakawa (2,5 km). Tor 1372 mm, zasilanie górne =1500 V. Prędkość komunikacyjna – 34,4 km/h (47,0 km/h pociągi pośpieszne). Podziemna zajezdnia od północy sąsiaduje ze stacją 大島 Ōjima na wschodniej części linii (nad nią znajduje się park osiedlowy). Pociągi jeżdżą w składach dziesięciowagonowych, w obstawie dwuosobowej. Poza szczytem eksploatuje się pociągi pośpieszne, wyprzedzające składy lokalne na dwóch stacjach pośrednich. Linia jest połączona z podziemną linią Keiō-Shinsen na stacji końcowej 新宿 Shinjuku.

- 大江戸線 Ōedo-sen (oznakowanie „E”, nr planistyczny 12) – otwierana w l. 1991–2000 jako druga w Japonii linia metra napędzana silnikiem liniowym. Trasa długości 40,7 km, całkowicie podziemna, tworzy wielką pętlę przechodzącą skrajem starego śródmieścia zamykającą się na stacji 都庁前 Tochō-mae w dzielnicy Shinjuku. Od tej stacji odchodzi odcinek radialny do stacji 光が丘 Hikarigaoka. Jednak Ōedo-sen jest eksploatowana w układzie liniowym, tzn. pociągi przybywające na stację Tochō-mae północną częścią pętli, kończą (i zaczynają) na niej swój bieg, zaś w kierunku stacji Hikarigaoka poruszają się wyłącznie pociągi jadące południowym odcinkiem pętli. Na stacji Tochō-mae znajdują się perony wyspowe umożliwiające pasażerom przesiadkę, by kontynuować podróż po pętli lub na odcinek radialny. Tor 1435 mm, zasilanie górne =1500 V. Prędkość komunikacyjna – 29,8 km/h. Zajezdnie znajdują się koło stacji 清澄白川 Kiyosumi-Shirakawa oraz Hikarigaoka. Pociągi jeżdżą w składach ośmiowagonowych w obsłudze jednoosobowej, a wagony są nieco krótsze, niż na innych liniach metra w Tokio (16,5 m). Linia jest eksploatowana całkowicie niezależnie.

Sieć Toei Chikatetsu liczy 109 km tras, na których znajduje się 106 stacji (średnio stacja co 1,0 km). Dziennie przewozi się średnio 2,09 mln osób (2004/05). Roczna praca przewozowa: 5294 mln pasażerokm. Dzięki różnym rozstawom szyn oraz sposobom napędu, tabor żadnej z powyższych linii nie jest kompatybilny z inną linią metra Toei.